# BWF Super Series 2010
De BWF Super Series 2010 is het 4de seizoen van de BWF Super Series. Net als de vorige seizoenen bestaat het evenement uit twaalf toernooien en wordt het afgesloten door een Masters Finale.

## Schema
| Ronde | Officiële toernooinaam      | Stadion                             | Stad         | Datum        | Datum        | Prijzengeld US$ |
| Ronde | Officiële toernooinaam      | Stadion                             | Stad         | Start        | Einde        | Prijzengeld US$ |
| ----- | --------------------------- | ----------------------------------- | ------------ | ------------ | ------------ | --------------- |
| 1     | Korea Open Super Series     | Seoul National University Gymnasium | Seoul        | 12 januari   | 17 januari   | 300.000         |
| 2     | Malaysia Open Super Series  | Putra Indoor Stadium                | Kuala Lumpur | 19 januari   | 24 januari   | 200.000         |
| 3     | All England Super Series    | National Indoor Arena               | Birmingham   | 9 maart      | 14 maart     | 200.000         |
| 4     | Swiss Open Super Series     | St. Jakobshalle                     | Bazel        | 16 maart     | 21 maart     | 200.000         |
| 5     | Singapore Super Series      | Singapore Indoor Stadium            | Singapore    | 15 juni      | 20 juni      | 200.000         |
| 6     | Indonesia Super Series      | Bung Karno Stadium                  | Jakarta      | 22 juni      | 27 juni      | 250.000         |
| 7     | China Masters Super Series  | Olympic Sports Center Gymnasium     | Changzhou    | 14 september | 18 september | 250.000         |
| 8     | Japan Super Series          | Tokyo Metropolitan Gymnasium        | Tokio        | 21 september | 26 september | 200.000         |
| 9     | Denmark Super Series        | Arena Fyn                           | Odense       | 26 oktober   | 31 oktober   | 200.000         |
| 10    | French Super Series         | Stade Pierre-de-Coubertin           | Parijs       | 2 november   | 7 november   | 200.000         |
| 11    | China Open Super Series     | Yuan Shen Gymnasium                 | Shanghai     | 30 november  | 5 december   | 250.000         |
| 12    | Hong Kong Super Series      | Queen Elizabeth Stadium             | Hongkong     | 7 december   | 12 december  | 200.000         |
| 13    | Super Series Masters Finals | Hsinchuang Gymnasium                | Taipei       | 5 januari    | 9 januari    | 500.000         |

## Resultaten

### Winnaars
| Toernooi        | Mannen enkel     | Vrouwen enkel  | Mannen dubbel                | Vrouwen dubbel                                    | Gemengd dubbel                              |
| --------------- | ---------------- | -------------- | ---------------------------- | ------------------------------------------------- | ------------------------------------------- |
| Zuid-Korea      | Lee Chong Wei    | Wang Shixian   | Jung Jae-sung Lee Yong-dae   | Cheng Shu Zhao Yunlei                             | He Hanbin Yu Yang                           |
| Maleisië        | Lee Chong Wei    | Wang Xin       | Koo Kien Keat Tan Boon Heong | Du Jing Yu Yang                                   | Tao Jiaming Zhang Yawen                     |
| All England     | Lee Chong Wei    | Tine Rasmussen | Lars Paaske Jonas Rasmussen  | Du Jing Yu Yang                                   | Zhang Nan Zhao Yunlei                       |
| Zwitserland     | Chen Jin         | Wang Shixian   | Ko Sung-hyun Yoo Yeon-seong  | Tian Qing Yu Yang                                 | Lee Yong-dae Lee Hyo-jung                   |
| Singapore       | Sony Dwi Kuncoro | Saina Nehwal   | Fang Chieh-Min Lee Sheng-Mu  | Shinta Mulia Sari Yao Lei                         | Thomas Laybourn Kamilla Rytter Juhl         |
| Indonesië       | Lee Chong Wei    | Saina Nehwal   | Fang Chieh-Min Lee Sheng-Mu  | Lee Hyo-jung Kim Min-jung                         | Robert Mateusiak Nadieżda Kostiuczyk        |
| China Masters   | Lin Dan          | Wang Xin       | Cai Yun Fu Haifeng           | Wang Xiaoli Yu Yang                               | Tao Jiaming Tian Qing                       |
| Japan           | Lee Chong Wei    | Jiang Yanjiao  | Cai Yun Fu Haifeng           | Wang Xiaoli Yu Yang                               | Zhang Nan Zhao Yunlei                       |
| Denemarken      | Jan Ø. Jørgensen | Wang Yihan     | Mathias Boe Carsten Mogensen | Miyuki Maeda Satoko Suetsuna                      | Thomas Laybourn Kamilla Rytter Juhl         |
| Frankrijk       | Taufik Hidayat   | Wang Yihan     | Mathias Boe Carsten Mogensen | Duanganong Aroonkesorn Kunchala Voravichitchaikul | Sudket Prapakamol Saralee Thungthongkam     |
| China Open      | Chen Long        | Jiang Yanjiao  | Jung Jae-sung Lee Yong-dae   | Cheng Shu Zhao Yunlei                             | Tao Jiaming Tian Qing                       |
| Hong Kong       | Lee Chong Wei    | Saina Nehwal   | Ko Sung-hyun Yoo Yeon-seong  | Wang Xiaoli Yu Yang                               | Joachim Fischer Nielsen Christinna Pedersen |
| Masters Finales | Lee Chong Wei    | Wang Shixian   | Carsten Mogensen Mathias Boe | Wang Xiaoli Yu Yang                               | Zhang Nan Zhao Yunlei                       |

### Overwinningen per land
| Land           | KOR | MAS | ENG | SUI | SIN | INA | CHN | JPN | DEN | FRA | CHN | HKG | SSF | Totaal |
| -------------- | --- | --- | --- | --- | --- | --- | --- | --- | --- | --- | --- | --- | --- | ------ |
| China          | 3   | 3   | 2   | 3   |     |     | 5   | 4   | 1   | 1   | 4   | 1   | 3   | 30     |
| Denemarken     |     |     | 2   |     | 1   |     |     |     | 3   | 1   |     | 1   | 1   | 9      |
| Maleisië       | 1   | 2   | 1   |     |     | 1   |     | 1   |     |     |     | 1   | 1   | 8      |
| Zuid-Korea     | 1   |     |     | 2   |     | 1   |     |     |     |     | 1   | 1   |     | 6      |
| India          |     |     |     |     | 1   | 1   |     |     |     |     |     | 1   |     | 3      |
| Chinees Taipei |     |     |     |     | 1   | 1   |     |     |     |     |     |     |     | 2      |
| Thailand       |     |     |     |     |     |     |     |     |     | 2   |     |     |     | 2      |
| Indonesië      |     |     |     |     | 1   |     |     |     |     | 1   |     |     |     | 2      |
| Japan          |     |     |     |     |     |     |     |     | 1   |     |     |     |     | 1      |
| Singapore      |     |     |     |     | 1   |     |     |     |     |     |     |     |     | 1      |
| Polen          |     |     |     |     |     | 1   |     |     |     |     |     |     |     | 1      |

## Eindrangschikking
| Plaats | Speler           | Toernooien | Punten |
| ------ | ---------------- | ---------- | ------ |
| 1      | Lee Chong Wei    | 7          | 60.240 |
| 2      | Chen Long        | 8          | 48.500 |
| 3      | Boonsak Ponsana  | 10         | 47.340 |
| 4      | Peter Gade       | 7          | 46.320 |
| 5      | Taufik Hidayat   | 8          | 45.680 |
| 6      | Nguyễn Tiến Minh | 9          | 43.800 |
| 7      | Du Pengyu        | 10         | 41.760 |
| 8      | Jan Ø. Jorgensen | 11         | 41.180 |
| 9      | Chen Jin         | 7          | 40.760 |
| 10     | Hu Yun           | 11         | 39.780 |

| Plaats | Speler           | Toernooien | Punten |
| ------ | ---------------- | ---------- | ------ |
| 1      | Wang Shixian     | 8          | 52.660 |
| 1      | Wang Yihan       | 8          | 52.660 |
| 3      | Wang Xin         | 7          | 49.060 |
| 4      | Jiang Yanjiao    | 7          | 46.360 |
| 5      | Bae Youn-yoo     | 10         | 44.520 |
| 6      | Tine Rasmussen   | 7          | 39.260 |
| 7      | Saina Nehwal     | 5          | 39.060 |
| 8      | Yao Jie          | 11         | 38.460 |
| 9      | Yip Pui Yin      | 10         | 37.620 |
| 10     | Salakjit Ponsana | 10         | 36.120 |

| Plaats | Speler                                        | Toernooien | Punten |
| ------ | --------------------------------------------- | ---------- | ------ |
| 1      | Ko Sung Hyun Yoo Yeon Seong                   | 10         | 54.340 |
| 2      | Mathias Boe Carsten Mogensen                  | 8          | 49.960 |
| 3      | Jung Jae-sung Lee Yong-dae                    | 8          | 44.320 |
| 4      | Kien Keat Koo Boon Heong Tan                  | 8          | 44.300 |
| 5      | Fang Chieh Min Lee Sheng Mu                   | 9          | 42.280 |
| 6      | Cai Yun Fu Haifeng                            | 6          | 41.320 |
| 7      | Markis Kido Hendra Setiawan                   | 7          | 40.680 |
| 8      | Chai Biao Zhang Nan                           | 7          | 36.480 |
| 9      | Alvent Yulianto Chandra Hendra Aprida Gunawan | 9          | 35.400 |
| 10     | Songphon Anugritayawan Sudket Prapakamol      | 10         | 33.300 |

| Plaats | Speler                                            | Toernooien | Punten |
| ------ | ------------------------------------------------- | ---------- | ------ |
| 1      | Cheng Wen Hsing Chien Yu Chin                     | 8          | 51.360 |
| 2      | Cheng Shu Zhao Yunlei                             | 6          | 44.020 |
| 3      | Petya Nedelcheva Anastasia Russkikh               | 10         | 43.200 |
| 4      | Duanganong Aroonkesorn Kunchala Voravichitchaikul | 10         | 41.840 |
| 5      | Mizuki Fujii Reika Kakiiwa                        | 8          | 38.700 |
| 6      | Miyuki Maeda Satoko Suetsuna                      | 6          | 38.480 |
| 7      | Wang Xiaoli Yu Yang                               | 4          | 29.820 |
| 8      | Meiliana Jauhari Greysia Polii                    | 6          | 28.740 |
| 9      | Misaki Matsutomo Ayaka Takahashi                  | 9          | 28.380 |
| 10     | Shizuka Matsuo Mami Naito                         | 7          | 28.080 |

| Gemengd dubbelspel \| Plaats \| Speler \| Toernooien \| Punten \| \| ------ \| ------------------------------------------------- \| ---------- \| ------ \| \| 1 \| Thomas Laybourn Kamilla Rytter Juhl \| 9 \| 57.760 \| \| 2 \| Sudket Prapakamol Saralee Thoungthongkam \| 10 \| 50.240 \| \| 3 \| Robert Mateusiak Nadiezda Zieba \| 10 \| 47.420 \| \| 4 \| Zhang Nan Zhao Yunlei \| 6 \| 38.440 \| \| 5 \| Songphon Anugritayawon Kunchala Voravichitchaikul \| 10 \| 37.620 \| \| 6 \| Hendra Aprida Gunawan Vita Marissa \| 7 \| 35.220 \| \| 7 \| Ko Sung Hyun Ha Jung Eun \| 8 \| 34.620 \| \| 8 \| Nathan Robertson Jenny Wallwork \| 8 \| 34.560 \| \| 9 \| Nova Widianto Liliyana Natsir \| 6 \| 32.880 \| \| 10 \| Lee Sheng Mu Chien Yu Chin \| 9 \| 31.080 \| |                                                   |            |        |
| Plaats | Speler                                            | Toernooien | Punten |
| 1 | Thomas Laybourn Kamilla Rytter Juhl               | 9          | 57.760 |
| 2 | Sudket Prapakamol Saralee Thoungthongkam          | 10         | 50.240 |
| 3 | Robert Mateusiak Nadiezda Zieba                   | 10         | 47.420 |
| 4 | Zhang Nan Zhao Yunlei                             | 6          | 38.440 |
| 5 | Songphon Anugritayawon Kunchala Voravichitchaikul | 10         | 37.620 |
| 6 | Hendra Aprida Gunawan Vita Marissa                | 7          | 35.220 |
| 7 | Ko Sung Hyun Ha Jung Eun                          | 8          | 34.620 |
| 8 | Nathan Robertson Jenny Wallwork                   | 8          | 34.560 |
| 9 | Nova Widianto Liliyana Natsir                     | 6          | 32.880 |
| 10 | Lee Sheng Mu Chien Yu Chin                        | 9          | 31.080 |